# Polikarp
Polikarp je moško osebno ime.

## Izvor imena
Ime Polikarp izhaja iz latinskega imena Polycarpus, to pa iz grškega Polykarpos, ki je zloženo iz grških pesed polys »številen, velik« in karpos »žetev, korist, uspeh«.

## Različice imena
Karpo, Grozdan (m), Grozdana (ž)

## Pogostost imena
Po podatkih Statističnega urada Republike Slovenije je bilo na dan 31. decembra 2007 v Sloveniji število moških oseb z imenom Polikarp manjše kot 5, ali pa to ime sploh ni bilo v uporabi.

## Osebni praznik
V koledarju je ime Polikarp skupaj z imenom Grozdana, god praznuje 23. februarja.

## Zanimivosti
- Polikarp je ime svetnika (Polikarp iz Smirne). Bil je škof v maloazijskem mestu Izmir in je umrl kot mučenec leta 156. Velja za zadnjega apostolskega učenca apostola Janeza.
- Iz slovenske književnosti je znan Polikarp Kalan iz Tavčarjeve povesti Visoška kronika.
- Nekdaj so v naših krajih nezakonske otroke ob krstu zaznamovali z nenavadnimi imeni, npr. z imenom Polikarp, to je umetniško opisal Ivan Cankar v povesti Polikarp, v kateri je ob zgodbi o nezakonskem kaplanovem sinu razgrnil bridko življenje nezakonskih otrok.